# Amtsgericht Toftlund
Das Amtsgericht Toftlund war ein deutsches Amtsgericht mit Sitz in Toftlund.

## Geschichte
Bis 1866 wurde die Rechtsprechung in Toftlund durch das Amt Hadersleben wahrgenommen.
Mit der Annexion Schleswig-Holsteins wurden 1867 in der nunmehr preußischen Provinz fünf Kreisgerichte und das übergeordnete Appellationsgericht Kiel eingerichtet. Als Eingangsgerichte wurden Amtsgerichte geschaffen, darunter das Amtsgericht Toftlund als eines von 19 Amtsgerichten des Kreisgerichts Flensburg. Den Gerichtssprengel bildeten die Kirchspiele Toftlund, Branderup, Agerskow, Bestoft, Tieslund, Hvidding, Roagar, Spandet, Hoirup, Wodder, Bröns, Reisby, Arrild, Scherrebeck und die Insel Romöe.
Mit dem Inkrafttreten des deutschen Gerichtsverfassungsgesetzes am 1. Oktober 1879 wurden reichsweit einheitlich Amts-, Land- und Oberlandesgerichte geschaffen. Das Amtsgericht Toftlund blieb bestehen und war nun dem Landgericht Flensburg nachgeordnet.
Sein Gerichtsbezirk umfasste daraufhin aus dem Kreis Hadersleben die Gemeindebezirke Aabel, Aggerschau, Allerup, Arrild, Astrup, Baulund, Bestov, Branderup, Bröns, Geestrup, Gonsagger, Götterup, Haverwatt, Hjartbron, Hönning, Hoirup I, Hoirup II, Hvidding, Mellerup, Ostergasse, Rangstrup, Reisby, Roagger, Roost, Rurup, Scherrebek, Spandet, Stenderup I, Stenderup II, Tieslund, Tostlund, Westergasse und Wodder sowie den Forstgutsbezirk III. Am Gericht bestand 1880 eine Richterstelle. Das Amtsgericht war damit ein kleines Amtsgericht im Landgerichtsbezirk.
1919 wurde der Sprengel des Amtsgerichts Toftlund dänisch und die Geschichte des Amtsgerichts Toftlund endete. In Dänemark wurde mit Gesetz vom 28. Juni 1920 das Retten i Tønder eingerichtet. In Toftlund entstand kein dänisches Gericht.